# Sigurd Eysteinsson
Sigurd Eysteinsson detto il Possente (Møre og Romsdal, 836 circa – Dornoch, 892) è stato un condottiero norreno, secondo vichingo a diventare conte delle Orcadi succedendo al fratello Ragnvald Eysteinsson. Regnò circa tra l'875 e l'892.
Fu a capo della conquista vichinga di quella che oggi è la Scozia settentrionale. Secondo la Saga degli uomini delle Orcadi, venne curiosamente ucciso dalla testa decapitata di uno dei suoi nemici, Máel Brigte, il quale era stato mórmaer di Moray. Sigurd legò la testa di Máel Brigte alla sua sella come trofeo di guerra, iniziando a cavalcare. I denti di Máel Brigte tagliarono la gamba di Sigurd. La ferita si infettò e Sigurd morì.

## Biografia (secondo fonti primarie)
Le due principali fonti di informazione sulla vita di Sigurd sono le saghe norrene Heimskringla e Orkneyinga. Secondo le due saghe, dopo che la battaglia di Hafrsfjord unificò il Regno norvegese nell'872 o poco dopo, le isole Orcadi e le Shetland divennero un rifugio per i vichinghi esiliati, i quali razziavano la loro terra d'origine. Il re di Norvegia, Harald I di Norvegia, sottomise i pirati vichinghi con l'aiuto di Ragnvald Eysteinsson di Møre. 
Durante la conquista il figlio di Ragnvald, Ivar, fu ucciso, e per ripagarne la perdita re Harald concesse a Ragnvald le isole ed il titolo di Jarl o Conte. Con il consenso di Harald, Ragnvald passò il titolo e le terre al fratello Sigurd. La Historia Norvegiæ, scritta quasi nello stesso periodo delle saghe ma da fonti differenti, conferma la conquista delle isole da parte della famiglia di Ragnvald, ma non cita altri dettagli.
Assieme a Thorstein il Rosso, Sigurd espanse i suoi domini in terra scozzese, conquistando Caithness e Sutherland spingendosi a sud fino almeno ad Ekkjalsbakka, che alcune fonti affermano trovarsi in Moray, ma che più probabilmente si trovava a nord lungo le rive del fiume Oykel. I suoi successi nella conquista del nord della Scozia divennero leggendari e gli fecero guadagnare il soprannome di "il Possente", o, in lingua norrena, ríki.
Secondo la Saga degli uomini delle Orcadi, verso la fine del suo regno Sigurd sfidò un re nativo, Máel Brigte, ad una battaglia con 40 uomini per parte. Sigurd però portò 80 uomini al combattimento. Máel Brigte fu sconfitto e decapitato. Sigurd appese la testa decapitata alla sua sella come trofeo, ma appena iniziato a cavalcare i denti del morto gli incisero una gamba. La ferita fece infezione, e Sigurd morì. Fu sepolto in un tumulo noto come Sigurd's Howe, o  Sigurðar-haugr, dal termine norreno haugr che significa tumulo. Il punto esatto in cui si troverebbe la tomba è dove oggi sorge Sidera o Cyderhall, vicino a Dornoch.
La morte di Sigurd fu apparentemente seguita da un periodo di instabilità. Gli succedette il figlio Guttorm, il quale morì nel giro di pochi mesi. Ragnvald nominò il figlio Hallad nuovo conte delle Orcadi, ma Hallad si rifiutò di combattere gli attacchi dei pirati vichinghi, rinunciando così al regno e tornando in Norvegia in disgrazia. Secondo le saghe gli altri figli di Ragnvald erano più interessati a conquistare altri posti rispetto alla Scozia, e così la contea fu concessa al figlio più giovane, Einarr, la cui madre era una schiava.